# Centre universitaire de formation et de recherche Jean-François-Champollion d’Albi
Das Centre universitaire de formation et de recherche Jean-François-Champollion d’Albi (Universitäres Zentrum für Bildung und Forschung „Jean-François Champollion“ in Albi) ist eine universitätsähnliche Einrichtung des französischen Bildungssystems. Sie hat Standorte in Albi, Castres, Figeac und Rodez. Benannt ist die Einrichtung nach Jean-François Champollion.

## Geschichte
Gegründet wurde das Zentrum 2002 durch einen interministeriellen Beschluss und ist seit der Aufwertung der Universität Nîmes zu einer Volluniversität die einzige Einrichtung ihrer Art in Frankreich.